# Stig of the Dump
Stig of the Dump (Stig, O Homem das Cavernas, no Brasil) é uma minissérie britânica de 2002 dirigida por John Hay baseada no livro homônimo escrito por Clive King. O programa foi exibido no Brasil pela TV Cultura.

## Sinopse
O filme apresenta um homem das cavernas que vive no fundo de um poço, próximo a casa dos avós de Barney. A partir de então, Barney e Stig tornam-se grandes amigos e vivem uma série de aventuras juntos no decorrer do longa.

## Elenco
- Robert Tannion ... Stig
- Thomas Sangster ... Barney
- Geoffrey Palmer ...  Robert
- Perdita Weeks ...  Lou
- Phyllida Law ... Marjori

## Prêmios
| Ano  | Prêmio             | Categoria                       | Resultado |
| ---- | ------------------ | ------------------------------- | --------- |
| 2002 | Emmy Internacional | Melhor Programa Infanto-juvenil | Venceu    |